# 1907 en Grèce
Chronologie de la Grèce
- 1903
- 1904
- 1905
- 1906
- 1907
- 1908
- 1909
- 1910
- 1911

Cette page concerne les évènements survenus en 1907 en Grèce  :

## Évènements
- 7 février Constitution de la Crète autonome (en)
- 8 mars : Assassinat de Marinos Antypas (en), avocat et journaliste.
- 27 octobre : Recensement de la Grèce

## Création
- Emporiki Bank
- État-major général de la Marine hellénique

## Sport
- Championnat Panhellénique 1906-1907 (en) (football)
- Championnat Panhellénique 1907-1908 (en) (football)

## Naissance
- Níkos Engonópoulos, peintre et poète.
- Konstantínos Karamanlís, Premier ministre puis Président.
- Pános Karavías (el), journaliste et écrivain.
- Béata Kitsikis, féministe et héroïne de la lutte communiste, pendant la guerre civile grecque
- Oréstis Láskos, poète, acteur, scénariste, dramaturge, réalisateur et metteur en scène de théâtre et cinéma grec.
- Alékos Lidoríkis (el), journaliste.
- Níkos Máthesis (el), musicien.
- Spýros Mousoúris (el), acteur.
- Konstantínos Papakonstantínou, juriste et ministre.
- Miltiádis Papamiltiádis (el), anatomiste.
- Emmanouíl Vourékas (el), architecte.
- Dialechtí Zevgóli-Glézou (el), poétesse.

## Décès
- Téllos Ágras, officier.
- Chrístos Argyrákos (el), militaire.
- Adolf Furtwängler, archéologue et historien de l'art allemand.
- Dimítrios Gkogkolákis (el), dramaturge.
- Mínos Kalokerinós, homme d'affaires et archéologue.
- Antónios Míngas (el), dramaturge.
- Constantínos Volanákis, peintre.
- Michaíl Zóras (el), dramaturge.